# Paralympijské hry

Logo Paralympijských her

Paralympijské hry (zkráceně také para(o)lympiáda) jsou vícesportovní událost určená pro sportovce s trvalým tělesným, mentálním a senzorickým zdravotním postižením. Zahrnuje to sportovce se zdravotním postižením pohybu, amputacemi, oslepnutím a mentální retardací. Paralympijské hry se konají jednou za čtyři roky vždy po olympijských hrách a řídí je Mezinárodní paralympijský výbor.
Paralympijské hry jsou občas zaměňovány se Světovými hrami speciálních olympiád, které jsou však určeny pro lidi s duševním postižením.
V České republice zastřešuje aktivity související s nominací na paralympiádu Český paralympijský výbor.
Rekord v počtu získaných medailí z paralympiád drží Ragnhild Myklebustová z Norska, která na zimních paralympijských hrách 1988, 1992, 1994 a 2002 získala v severském lyžování dohromady 22 medailí, z nichž 17 bylo zlatých.
První letní paralympijské hry se uskutečnily v roce 1960 v Římě a zúčastnilo se jich 209 sportovců.

## Letní hry
| Rok  | Ročník | Město                     | Země               |
| ---- | ------ | ------------------------- | ------------------ |
| 1960 | I.     | Řím                       | Itálie             |
| 1964 | II.    | Tokio                     | Japonsko           |
| 1968 | III.   | Tel Aviv                  | Izrael             |
| 1972 | IV.    | Heidelberg                | Německo            |
| 1976 | V.     | Toronto                   | Kanada             |
| 1980 | VI.    | Arnhem                    | Nizozemsko         |
| 1984 | VII.   | Stoke Mandeville New York | Velká Británie USA |
| 1988 | VIII.  | Soul                      | Jižní Korea        |
| 1992 | IX.    | Barcelona                 | Španělsko          |
| 1996 | X.     | Atlanta                   | USA                |
| 2000 | XI.    | Sydney                    | Austrálie          |
| 2004 | XII.   | Atény                     | Řecko              |
| 2008 | XIII.  | Peking                    | Čína               |
| 2012 | XIV.   | Londýn                    | Velká Británie     |
| 2016 | XV.    | Rio de Janeiro            | Brazílie           |
| 2020 | XVI.   | Tokio                     | Japonsko           |
| 2024 | XVII.  | Paříž                     | Francie            |
| 2028 | XVIII. | Los Angeles               | USA                |
| 2032 | XIX.   | Brisbane                  | Austrálie          |

### Letní sporty
Následující sporty jsou v současnosti na programu letních paralympijských her:
- Lukostřelba
- Atletika
- Boccia
- Cyklistika
- Paradrezura
- Fotbal (5-a-side)
- Fotbal (7-a-side)
- Goalball
- Judo
- Powerlifting
- Veslování
- Vodáctví
- Střelba
- Plavání
- Ragby (vozíčkáři)
- zvedání činek
- Tenis (vozíčkáři)

## Zimní hry
| Rok  | Ročník | Město                     | Země        |
| ---- | ------ | ------------------------- | ----------- |
| 1976 | I.     | Örnsköldsvik              | Švédsko     |
| 1980 | II.    | Geilo                     | Norsko      |
| 1984 | III.   | Innsbruck                 | Rakousko    |
| 1988 | IV.    | Innsbruck                 | Rakousko    |
| 1992 | V.     | Albertville               | Francie     |
| 1994 | VI.    | Lillehammer               | Norsko      |
| 1998 | VII.   | Nagano                    | Japonsko    |
| 2002 | VIII.  | Salt Lake City            | USA         |
| 2006 | IX.    | Turín                     | Itálie      |
| 2010 | X.     | Vancouver                 | Kanada      |
| 2014 | XI.    | Soči                      | Rusko       |
| 2018 | XII.   | Pchjongčchang             | Jižní Korea |
| 2022 | XIII.  | Peking                    | Čína        |
| 2026 | XIV.   | Milán a Cortina d'Ampezzo | Itálie      |

### Zimní sporty
Následující sporty jsou v současnosti na programu zimních paralympijských her:
- Alpské lyžování
- Severské lyžování
  - Biatlon
  - Běh na lyžích
- Curling (vozíčkáři)
- Para hokej
- Snowboarding